# Nymphon tricuspidatum
Nymphon tricuspidatum is een zeespin uit de familie Nymphonidae. De soort behoort tot het geslacht Nymphon. Nymphon tricuspidatum werd in 2011 voor het eerst wetenschappelijk beschreven door Soler-Membrives & Munilla. 